# میخنگوو
میخنگوو (به لاتین: Michniów) یک روستا در لهستان است که در گمینا سوخدنگوو واقع شده‌است. میخنگوو ۴۴۰ نفر جمعیت دارد.